# Garoé (novela)

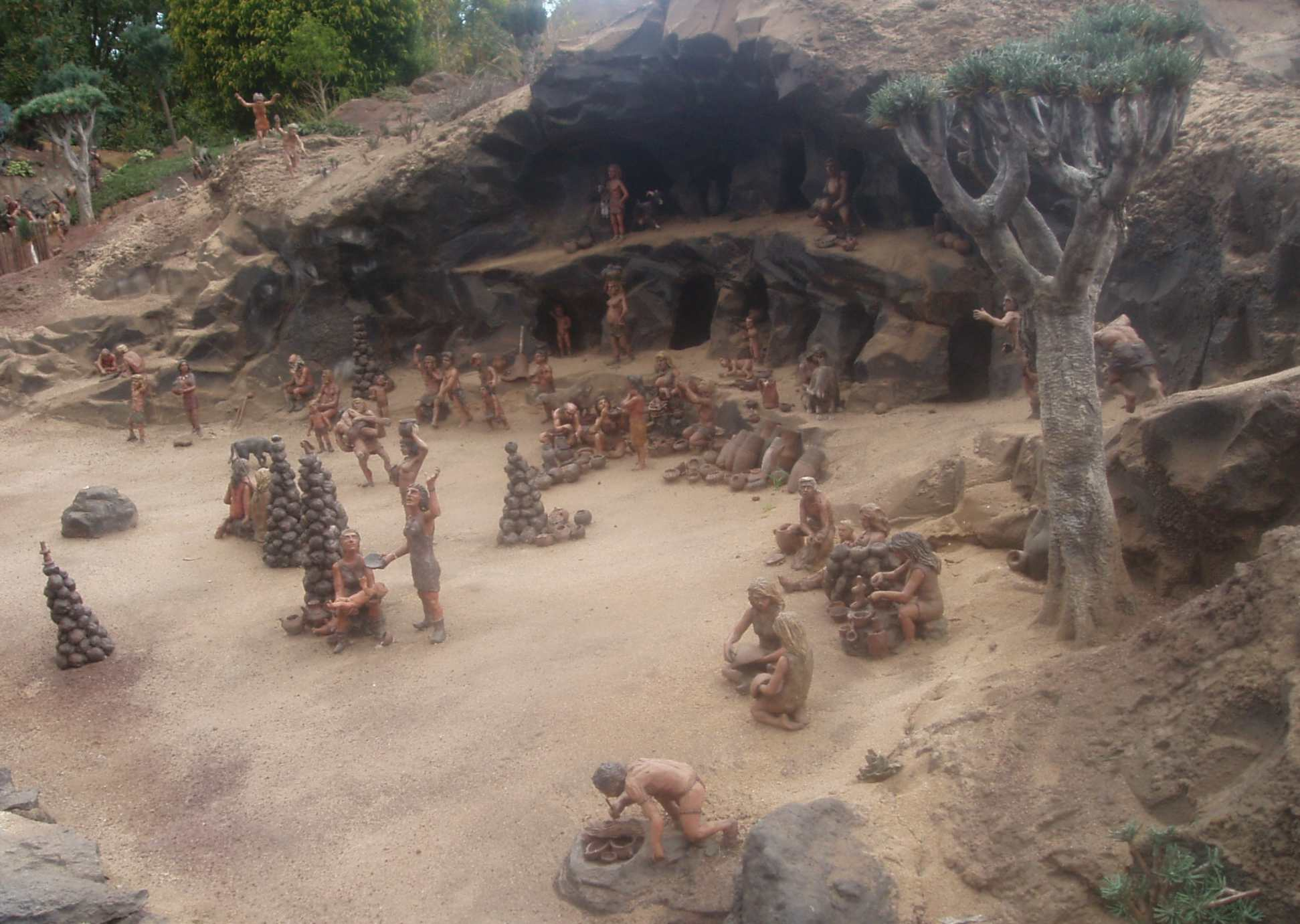
Representación de un poblado aborigen.

Garoé es una novela de Alberto Vázquez-Figueroa publicada en el 2010. La trama se desarrolla en la isla del Hierro durante la conquista y colonización de ésta, y gira en torno a la explotación de la orchilla. También se aproxima a la leyenda del Garoé, árbol sagrado de los bimbaches.

## Argumento
Dada la alta cotización de la orchilla para la fabricación del color púrpura, muy demandado por comerciantes de los países nórdicos y mediterráneos, la Corona española decidió enviar un ejército a la isla de El Hierro. En un principio no hubo oposición de los bimbaches, puesto que este liquen  no tenía ningún valor para ellos. El problema era que se necesitaba gran cantidad de agua dulce, que a causa de la sequía del momento llegó a escasear.
El joven teniente Gonzalo Baeza se enamora de una nativa llamada Garza que le hace comprender la vida de los habitantes de la zona, pero teniendo que hacer frente a su servicio leal a la Corona española.

## Premio
Fue galardonada con el Premio de Novela Histórica Alfonso X El Sabio (2010).